# 麻生豊
麻生 豊（あそう ゆたか、1898年（明治31年）8月9日 - 1961年（昭和36年）9月12日）は日本の漫画家。本名は麻生 豊（あそう みのる）。

## 経歴
大分県宇佐郡横山村（のちの宇佐市）出身（同郡麻生村、あるいは大野郡三重村＝のちの豊後大野市とする資料もある）。絵を描くことに加えて機械いじりが好きだったため、高等小学校卒業後に上京し、築地工手学校（のちの工学院大学）機械科へ進学。卒業後はパイロットを志願して千葉県の津田沼にある専門の学校に進学を決めるが、練習機の事故を目前にしたことで恐怖を覚えて夢を諦め（病気のために一時帰郷したとする資料もある）、東京の本郷にあった美術研究所で洋画を学ぶ。
1920年（大正9年）、北澤楽天が主宰する漫画家養成塾「漫画好楽会」に入会。翌年より「麻生 馳羊」を名乗り、時事新報の政治漫画記者として活動を開始し、漫画の執筆によって生計を立てるようになる。
1922年（大正11年）、ペンネームを「麻生 豊」に改め、報知新聞社に漫画記者として入社する。当初は政治漫画を中心に執筆していたが、1923年（大正12年）から報知新聞夕刊で『ノンキナトウサン』の連載を開始し、1926年（大正15年）10月にヨーロッパ旅行のため離日するまで600話以上執筆した。1927年（昭和2年）に帰国し、報知を退社。1929年（昭和4年）から1932年（昭和7年）にかけては、読売新聞社の嘱託となった。
1932年（昭和7年）に朝日新聞社に入社し、1933年（昭和8年）から1934年（昭和9年）の7月まで朝日新聞の夕刊で『只野凡児 人生勉強』→『只野凡児』を連載した。
1938年（昭和13年）4月に応召され、同年7月まで中国戦線に従軍した。翌年に、他の漫画家らとともに情報局の嘱託となり、軍の報道班員として、1940年（昭和15年）に満洲・蒙古・中国北部、1942年（昭和17年）にジャワ島に派遣された。
戦後は銀座に、アトリエを兼ねた事務所を構える。銀座が復興していく様子を収めた『銀座復興絵巻』を手掛け、1946年（昭和21年）から1957年（昭和32年）までの間に全20巻を発表した。その一方、1949年（昭和24年）から中部日本新聞など共同通信系ブロック紙に『むすこの時代』を連載開始するなど、長年にわたって新聞漫画を執筆した。晩年は埼玉県浦和市に在住して同市の教育委員を務めるかたわら、政治漫画を発表した。1961年（昭和36年）に心不全で死去。
全ての作品の著作権は、作者の死後70年に延長する2019年以前に終了しており、パブリックドメインになっている。

## 主な作品

### ノンキナトウサン
「ノロマで要領が悪く、せっかく得た就職口も逃して失業を繰り返す」ノンキナトウサンと相棒の「隣のタイショウ」が織り成す騒動を描いた4コマ漫画。
アサヒグラフに連載されたジョージ・マクマナスの『親爺教育』にヒントを得た作品である。1920年の戦後恐慌や関東大震災の打撃を受けたことによって暗くなってしまった人々の心を明るくしたいと検討した当時の報知新聞の編集局長が、新人の漫画記者であった麻生による漫画の連載を開始させると、多くの人々の人気を集めた。アニメ版や実写版として映画化もされた。
連載媒体を移しながら、戦後まもなくまで断続的に執筆された。

### 只野凡児
ノンキナトウサンの息子・凡児の、大学卒業以降の人生を描いた漫画。
連載された昭和初期は、昭和恐慌の影響で高い学歴を持つ人々も就職出来ず、「大学は出たけれど」という言葉が流行し、同名の映画が作られるほどであった。そのような時代の中、「純真で生一本で愛すべき青年」「気が弱くて恥ずかしがり屋」の凡児が、就職活動やサラリーマン生活に奮闘する。
ピー・シー・エル映画製作所による実写映画化作品として、1934年（昭和9年）1月に『只野凡児・人生勉強』、同年の7月に続編『続・只野凡児』がそれぞれ公開された。いずれも主演は藤原釜足。